# Consolidated Pastoral Company
Die Consolidated Pastoral Company (CPC) ist ein großes, australisches Agrarunternehmen, das rund 20 Rinderfarmen betreibt. Es wurde 1983 aus mehreren kleineren Unternehmen gebildet und gehörte bis 2020 Terra Firma Capital Partners, bevor es an Guy Hands (den Gründer von Terra Firma), dessen Familie und das CPC-Management verkauft wurde.
Das Unternehmen bewirtschaftete im Jahr 2011 über 5,8 Mio. Hektare mit rund 370.000 Rindern, im Jahr 2020 noch 3,2 Millionen Hektar mit rund 300.000 Rindern, in Western Australia, im Northern Territory und in Queensland. Es verkauft Rinder und Fleisch für asiatische Verbraucher, beliefert  Mastbetriebe, die fleischverarbeitende Industrie und exportiert lebende Rinder.

## Cattle Stations
Rinderfarmen werden in Australien Cattle Station genannt. Eine Cattle Station ist eine Ranch, auf der die Tiere extensiv auf großen Naturweiden gehalten werden.
Stand 2023 unterhält CPC neun Cattle Stations auf dem australischen Kontinent:
- Allawah, Queensland
- Bunda, Northern Territory
- Carlton Hill, Western Australia
- Dungowan, Northern Territory
- Isis Downs, Queensland
- Jimarndy, Queensland
- Kirkimbie, Northern Territory
- Newcastle Waters, Northern Territory
- Wrotham Park, Queensland